# جائزة إيطاليا الكبرى 2002
جائزة إيطاليا الكبرى 2002 (بالإنجليزية: 2002 Italian Grand Prix)‏ هو سباق فورمولا 1 أقيم بتاريخ 15 سبتمبر 2002 في حلبة مونزا، إيطاليا. كان الخامس عشر من أصل 17 في بطولة العالم لسباقات الفورمولا واحد موسم 2002. حلّ البرازيلي روبنز باركيلو أولا بينما جاء الألماني مايكل شوماخر في المركز الثاني وحصل على المركز الثالث البريطاني إدي إيرفين.